# برايان وودز
برايان وودز (بالإنجليزية: Brian Woods)‏ هو صانع أفلام وثائقية بريطاني، ولد في 16 مارس 1963 في ليثام سانت آنز ‏ في المملكة المتحدة.

## روابط خارجية
- برايان وودز على موقع IMDb (الإنجليزية)
- برايان وودز على موقع قاعدة بيانات الفيلم (الإنجليزية)